# Penstemon lentus
Espèce
Penstemon lentus  est une espèce de plantes de la famille des Plantaginacées, originaire d'Amérique du Nord. Elle est connue sous le nom de  Handsome Beardtongue en anglais.

## Description
Cette espèce est pérenne et peut atteindre 50cm de hauteur. Les fleurs sont généralement de couleur lavande ou bleue.